# Uprising (Arrow)
Uprising es el décimo segundo episodio de la tercera temporada y quincuagésimo octavo episodio a lo largo de la serie de televisión estadounidense de drama y ciencia ficción, Arrow. El episodio fue escrito por Beth Schwartz y Brian Ford Sullivan y dirigido por Jesse Warn. Fue estrenado el 4 de febrero de 2015 en Estados Unidos por la cadena The CW.
Operando aún sin Oliver y desesperados por detener a Brick, el equipo Arrow se ve forzado a considerar aceptar la ayuda que Malcolm les ofrece para cumplir su misión, ya que él también tiene asuntos pendientes con el delincuente. Roy y Laurel señalan que cualquier ayuda debe ser aceptada para salvar a los inocentes de los Glades pero Felicity se niega rotundamente por lo que Diggle debe tomar la decisión final. Finalmente en un flashback se descubre cómo Malcolm pasó de ser un padre y esposo bondadoso a un asesino a sangre fría después del asesinato de su esposa.

## Elenco
- Stephen Amell como Oliver Queen/la Flecha.
- Katie Cassidy como Laurel Lance/Canario.
- David Ramsey como John Diggle.
- Willa Holland como Thea Queen.
- Emily Bett Rickards como Felicity Smoak.
- Colton Haynes como Roy Harper/Arsenal.
- John Barrowman como Malcolm Merlyn/Arquero Oscuro.
- Paul Blackthorne como el capitán Quentin Lance.

## Continuidad
- Este es un episodio centrado en Malcolm Merlyn.
- Sin fue vista anteriormente en Seeing Red.
- Ted Grant fue visto anteriormente en Guilty.
- Malcolm Merlyn descubre que Brickwell mató a su esposa.
- Oliver regresa a Starling City.
- Sin le dice a Quentin que la mujer vestida de Canario no es Sara.

## Desarrollo

### Producción
La producción de este episodio comenzó el 4 de noviembre y terminó el 13 de noviembre de 2014.

### Filmación
El episodio fue filmado del 14 de noviembre al 25 de noviembre de 2014.

## Recepción

### Recepción de la crítica
Jesse Schedeen de IGN calificó al episodio como bueno y le otorgó una puntuación de 7.1, comentando: "Después de dos episodios de lo más agradables, la tercera y última parte de la trilogía de Brick resultó un poco decepcionante. El episodio fue un poco escaso en drama, ya que construyó hacia el enfrentamiento final con las fuerzas Brick y se salvó principalmente por enfocarse mayormente en Malcolm Merlyn. Por suerte, las cosas recogieron mientras la batalla comenzó, y las secuelas ponen en marcha una serie de hilos argumentales interesantes. No hay razón para la serie no pueda recuperar rápidamente algo de su impulso perdido".